# Коробчинський Ігор Олексійович
Іго́р Олексі́йович Коробчи́нський  (нар. 16 серпня 1969, Антрацит) — український гімнаст, чемпіон XXV Олімпійських Ігор (1992) у командній першості, бронзовий призер у вправах на брусах, бронзовий призер XXVI Олімпійських Ігор (1996) у командній першості, чемпіон світу (1989, 1991), срібний призер (1993), чемпіон Європи (1989, 1992), срібний призер (1994). Почесний громадянин Луганська.
Коли в 1989 році на першості світу в Штутгарті Ігор Коробчинський став гімнастичним королем планети, одна із німецьких газет порівняла його зі «сліпучою кометою», яка ввірвалась в гімнастичну еліту.
Того ж року він стає володарем Кубка СРСР і чемпіоном Європи зі спортивної гімнастики. В 1990 році І. Коробчинський — учасник Ігор доброї волі в Сіетлі.
У 1992 році на XXV Олімпійських іграх у Барселоні до «золота» в командній першості він додав бронзову медаль за виступ на брусах. Цього ж року Ігорю Коробчинському присвоєно звання почесного громадянина м. Луганська. В 1996 році на XXVI Олімпійських іграх в Атланті він став бронзовим призером. Нагороджений Почесним знаком відзнаки Президента України за видатні спортивні досягнення.
1996 розпочав тренерську роботу.
Перший віцепрезидент Української федерації гімнастики, член Національного Олімпійського комітету.